# Los Reyes de Ocampo
Los Reyes de Ocampo är en ort i Mexiko.   Den ligger i kommunen Tepeaca och delstaten Puebla, i den sydöstra delen av landet, 140 km öster om huvudstaden Mexico City. Los Reyes de Ocampo ligger 2 326 meter över havet och antalet invånare är 570.
Terrängen runt Los Reyes de Ocampo är platt åt sydost, men åt nordväst är den kuperad. Runt Los Reyes de Ocampo är det tätbefolkat, med 530 invånare per kvadratkilometer. Närmaste större samhälle är Tepeaca, 11,3 km sydväst om Los Reyes de Ocampo. Trakten runt Los Reyes de Ocampo består till största delen av jordbruksmark.